# Oxypoda minuta
Oxypoda minuta är en skalbaggsart som beskrevs av Sachse 1852. Oxypoda minuta ingår i släktet Oxypoda och familjen kortvingar. Inga underarter finns listade i Catalogue of Life.